# 鹿洞站 (庆尚北道)
鹿洞站（：／ Nokdong yeok */?）是位于韩国庆尚北道奉化郡法田面小川路的一座鐵路站，属于岭东线。

## 历史
- 1965年12月15日 - 落成使用[1]。

## 相鄰車站
韓國鐵道公社
嶺東線
春陽－鹿洞－林基